# たぶんオーライ
「たぶんオーライ」（たぶんおーらい）は、SMAPの15枚目のシングル。1994年12月21日にビクターエンタテインメントから発売された。

## 概要
1995年7月7日発売の『SMAP 007〜Gold Singer〜』（アルバムバージョン）、1995年11月22日発売の『BOO』（リミックスバージョン）、1997年3月26日発売の『WOOL』（別アルバムバージョン）、2001年3月23日発売の『Smap Vest』に収録されている。
デニス・チェンバース（ドラムス）、マイク・キャンベル（ギター）、ボブ・バーグ（テナー・サックスソロ）など世界の第一線で活躍している超一流のミュージシャンが起用されている。間奏ではデニス・チェンバーズのドラム・ソロがフィーチャーされ、「手数王」の異名を取る彼のソロを聞くことができる。
カップリングの「僕の自転車の後ろに乗りなよ」はアルバム未収録。
木村拓哉と香取慎吾にソロパートがある。なお、この頃の香取はまだ17歳で未成年である上に、変声期との過渡期のため、声が出来上がる前であるためか、後年の歌声とは異なり、メンバーの森に近い声となっている。

## チャート成績
- 1995年1月2日付のオリコン週間シングルランキングで、初週31.3万枚を売り上げ、初登場1位を獲得した。
- 累計売上は63.6万枚（オリコン調べ）。

## 収録曲
1. たぶんオーライ
作詞:小倉めぐみ / 作曲・編曲:庄野賢一 / コーラスアレンジ:岩田雅之
  - フジテレビ系「夢がMORI MORI」テーマソング
  - 中居正広・香取慎吾出演 ローソン「JOHNNYS WORLD VISUAL RECORD」CMソング
2. 僕の自転車の後ろに乗りなよ
作詞:相田毅 / 作曲・編曲:CHOKKAKU / コーラスアレンジ:松下誠
3. たぶんオーライ（オリジナル・カラオケ）
4. 僕の自転車の後ろに乗りなよ（オリジナル・カラオケ）

## 収録アルバム
- SMAP 007〜Gold Singer〜（#1）
  - アルバム・バージョンを収録。
- BOO（#1）
  - リミックス・バージョンを収録。
- Wool（#1）
  - アルバム・バージョンを収録。
- Smap Vest（#1）

## 映像作品
たぶんオーライ
- SMAP 007 MOVIES〜Summer Minna Atsumare Party
- SMAP 010 "TEN"
  - 5人体制 初披露
- LIVE S map
- Pop Up! SMAP LIVE! 思ったより飛んじゃいました! ツアー
- Mr.S "saikou de saikou no CONCERT TOUR"（SMAP SHOP限定盤）
- Clip! Smap! コンプリートシングルス（ライブ映像）